# 北海道道810号金原今金線
北海道道810号金原今金線（ほっかいどうどう810ごう きんばらいまかねせん）は、北海道瀬棚郡今金町内を結ぶ一般道道（北海道道）である。

## 概要

### 路線データ
- 起点：北海道瀬棚郡今金町金原
- 終点：北海道瀬棚郡今金町鈴金（北海道道232号今金北檜山線交点）
- 総延長：7.303 km
- 実延長：7.294 km
- 重用延長：0.009 km

## 歴史
- 1973年（昭和48年）3月31日 - 路線認定[1]。

## 路線状況

### 道路施設

#### 主な橋梁
- 金原橋（42m、パンケオイチャヌンペ川、今金町金原）

## 地理

### 通過する自治体
- 檜山振興局
  - 瀬棚郡今金町

### 交差する道路
今金町
- 北海道道232号今金北檜山線 - 鈴金（終点）